# Jelcz M121M/4 CNG
Jelcz M121M/4 Mastero CNG — польский городской автобус большой вместимости, выпускаемый компанией Jelcz в 2006—2008 годах.

## История
Автобус Jelcz M121M/4 CNG оснащён газомоторным двигателем внутреннего сгорания MAN E2866DUH03 и автоматической 4-ступенчатой трансмиссией Voith D854.3e. Передний мост — MAN VOK-07B, задний мост — Jelcz MT 1032A. На крыше автобуса 4 газовых баллона.
Всего выпущено 13 экземпляров.